# Коваль Сергій Васильович (письменник)
Коваль Сергій Васильович (12.02.1940, с. Камߴянка Дзержинського району, нині смт. Миропіль, Житомирська область — 14.06.2024, Київ) — український публіцист і сатирик. Член Національної спілки письменників України НСПУ (2009), Національної спілки журналістів України (1992).

## Творча біографія
Випускник російського Магнітогорського гірничо-металургічного інституту (1964).
Друкується з 1959 року.
В 1964—1998 працював на посадах виконробу, начальника дільниці та будуправління, головного інженера тресту на Уралі, Крайній Півночі Західного Сибіру, на Київщині, Буковині.
Заступник головного редактора «Нової буковинської газети» (видавалась в Чернівцях) у 1998—2002 роках.
1998—2002 — заст. гол. ред. «Нової буковинської газети» (Чернівці).

## Творчий доробок
Сатиричні мініатюри та дворядкові сатирески, які друкувались у журналах «Перець», «Вітчизна», «Буковинський журнал», «Гуцули і Гуцульщина», «Київ», «Вежа», «Весела Січ», «Відродження», «Січеслав», «Дукля» (Словаччина), «Всесміх» (Канада), газетах «Веселі вісті», «Українська літературна газета», «Молодь України», «Літературна Україна», «Україна молода», «Буковинське віче».
Також є автором виданих у Чернівцях досліджень «Реконструкції» (1998), «Позичена самобутність, або Точкі над ё» (2002; 2008), «Чия мова вторинна і пародійна» (2000; 2012). Автор дослідження «Сини РА з берегів ДніпРА» (Л., 2004; 2012). Крім того, є керівником проекту «Байки буковинські» (2011) та одним з авторів цієї антології.